# ألغورا
بلدية الغَوْرَة أو (نقحرة: ألغورا) (بالإسبانية: Algora) هي بلدية تقع في مقاطعة وادي الحجارة التابعة لمنطقة قشتالة والمنجى وسط إسبانيا.

## الديموغرافيا
بلغ عدد سكان بلدية الغَوْرَة 113 نسمة عام 2011 (وفقاً للمعهد الوطني الإسباني للإحصاء).
| 113 | 122 | 114 | 106 | 117 | 108 | 113 |